# Palechskij rajon
Il Palechskij rajon (in russo Палехский район?) è un rajon dell'Oblast' di Ivanovo, nella Russia europea; il capoluogo è Palech. Istituito nel 1935, ricopre una superficie di 853 chilometri quadrati e nel 2010 ospitava una popolazione di circa 11.000 abitanti.